# NGC 5126
NGC 5126 est une galaxie lenticulaire vue par la tranche et située dans la constellation du Centaure. Sa vitesse par rapport au fond diffus cosmologique est de 5 077 ± 24 km/s, ce qui correspond à une distance de Hubble de 74,9 ± 5,3 Mpc (∼244 millions d'al). NGC 5126 a été découverte par l'astronome britannique John Herschel en 1834.